# 안 브로셰
안 브로셰(Anne Brochet, 1966년 11월 22일 ~ )는 프랑스의 배우이다.

## 영화
- 마스크 (1987년 영화)
- 시라노 (1990년 영화)
- 세상의 모든 아침
- 친밀한 타인들
- 고슴도치의 우아함
- 라운드 업 (영화)